# Comte de Strafford
Pour les articles homonymes, voir Strafford.

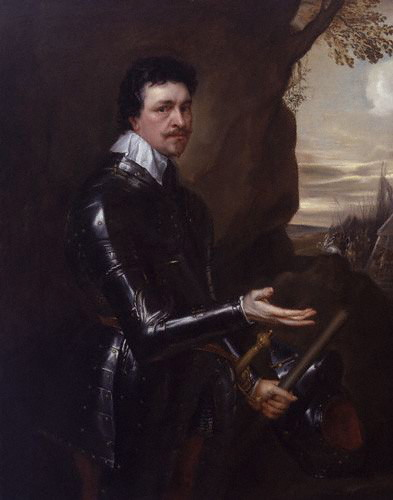
Thomas Wentworth, 1er comte de Strafford

Comte de Strafford est un titre de la pairie du Royaume-Uni qui a été créé trois fois dans l'histoire anglaise et britannique.

## Historique

### Première création

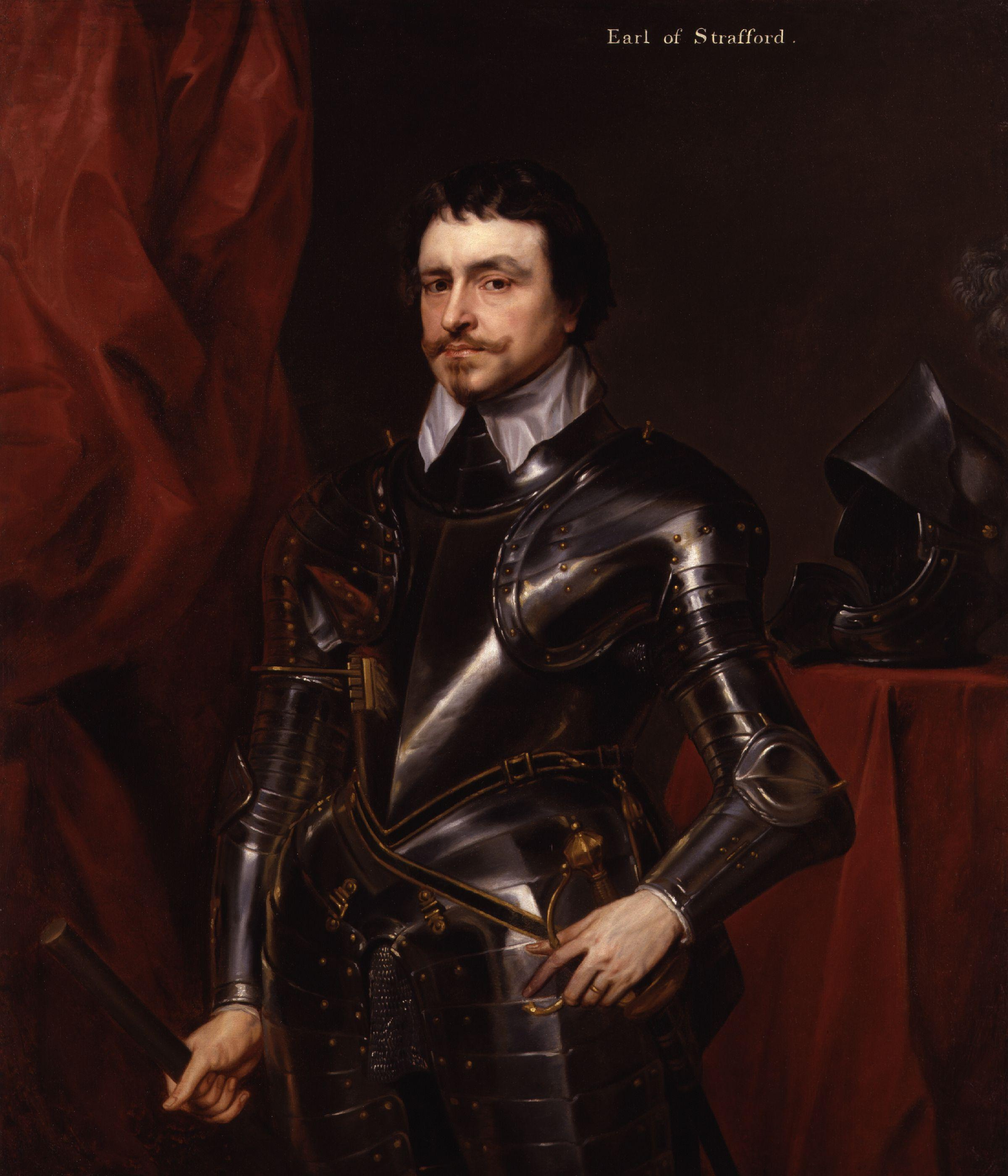
Thomas Wentworth, 1er comte de Strafford, 1633
par Antoine van Dyck
National Portrait Gallery, Londres

Sa première création, en 1640, fut dans la pairie d'Angleterre pour Thomas Wentworth, proche conseiller du roi Charles Ier. Il avait succédé à son père comme 2e baronnet de Wentworth Woodhouse en 1614 (baronnetage d'Angleterre). Il avait été créé baron Wentworth, de Wentworth-Woodhouse, baron de Newmarch et Oversley (1628) et vicomte Wentworth (1629). Il reçut le titre de baron Raby comme titre subsidiaire à son titre de comte. En 1641, il fut deshonoré par un bill d'attainder (acte de proscription), et donc privé de tous ses titres.
Son fils et héritier, William Wentworth, réussit à faire annuler la proscription en 1662, devenant ainsi le second comte. Il mourut sans héritier en 1695, et ses titres de baron et vicomte Wentworth et son titre de comte s'éteignirent.
Son cousin issu de germain, Thomas Wentworth, lui succéda dans la baronnie de Raby. Il devint donc le troisième baron. Tandis qu'il accédait à la baronnie, il ne reçut pas les propriétés de Woodhouse, qui furent hérités par Thomas Watson. Ceci fut, par la suite, une source de rivalité entre les deux hommes.

### Deuxième création
En 1711, le titre fut recréé lorsque le baron Raby fut promu vicomte Wentworth et comte de Strafford dans la pairie de Grande-Bretagne. Son fils, William, lui succéda en 1739. William n'eut pas de descendance et à sa mort en 1791, son cousin Frédéric lui succéda. Comme ce dernier n'avait pas de successeurs, tous les titres s'éteignirent à sa mort en 1799.

### Troisième création
Le titre fut octroyé une troisième fois, en 1847, dans la pairie du Royaume-Uni, lorsque l'éminent soldat John Byng, 1er baron de Strafford, fut fait vicomte Enfield, de Enfield dans le comté de Middlesex, et comte de Strafford. Il avait déjà été fait baron Strafford, de Harmondsworth dans le comté du Middlesex, en 1833. Byng était le fils de George Byng, le fils de Robert Byng, troisième fils de George Byng, 1er vicomte de Torrington, arrière-petit-fils de Thomas Wentworth, 1er comte de Strafford (de la seconde création).
Son fils aîné, le second comte, lui succéda. C'était un homme politique du parti Whig qui occupa des postes mineurs sous lord Grey, lord Melbourne et lord John Russell.
Son fils aîné, le troisième comte, fut un politicien libéral et servit sous William Ewart Gladstone comme Sous-secrétaire d'État parlementaire aux Affaires étrangères et comme Sous-Secrétaire d'État pour l'Inde. À sa mort, les titres passèrent à son frère cadet, le quatrième comte, qui fut lui-même suivi de son frère cadet, le cinquième comte, qui était ecclésiastique. Son fils, le sixième comte, fut un conseiller municipal du comté du Middlesex et du Hertfordshire. Son neveu lui succéda et devint le septième comte. Il était le fils puiné mais dernier survivant d'Ivo Francis Byng, quatrième fils du cinquième comte. Depuis 2010, les titres sont détenus par son fils aîné, le huitième comte, qui succéda en 1984. 
Un autre membre de la famille Byng fut le Field Marshal Julian Byng, 1er vicomte Byng de Vimy. Il était le fils cadet du deuxième comte de Strafford de son second mariage.
Le siège de la famille est le Cottage Apple Tree, près de Winchester, Hampshire.

## Liste des comtes

### Baronnets Wentworth, de Wentworth Woodhouse (1611)
- William Wentworth (en) († 1614), 1er baronnet ;
- Thomas Wentworth (1593-1641), 2e baronnet. Devient comte de Strafford en 1640.

### Comtes de Strafford, première création (1640)
- 1640-1641 : Thomas Wentworth (1593-1641), déshonoré en 1641 ;
- 1662-1695 : William Wentworth (1626-1695), rétabli en 1661.

### Comte de Strafford, deuxième création (1711)
- 1711-1739 : Thomas Wentworth (1672-1739) ;
- 1739-1791 : William Wentworth (2e comte de Strafford, 1722-1791) ;
- 1791-1799 : Frederick Wentworth (3e comte de Strafford) (1732-1799).

### Comte de Strafford, troisième création (1847)
- 1847-1860 : John Byng (1772-1860).
- 1860-1886 : George Stevens Byng (1806-1886).
- 1886-1898 : George Henry Charles Byng (1830-1898).
- 1898-1899 : Henry William John Byng (1831-1899).
- 1899-1918 : Francis Edmund Cecil Byng (1835-1918).
- 1918-1951 : Edmund Henry Byng (1861-1951).
- 1951-1984 : Robert Cecil Byng (1904-1984).
- 1984-2016 : Thomas Edmund Byng (1936-2016).
- depuis 2016 : William Robert Byng (né en 1964).